# Henry Grey, 1:e hertig av Suffolk
Henry Grey, 1:e hertig av Suffolk, 3:e markis av Dorset och baron Ferrers av Groby, Harrington, Bonville och Astley, född ca 1515, död 23 februari 1554, var en engelsk adelsman under Tudortiden och far till Jane Grey.

## Henrik VIII:s regeringstid
Henry Grey var son till Thomas Grey, 2:e markis av Dorset och Margaret Wotton, och blev tredje markis av Dorset 1530 då fadern avled. År 1533, med kung Henrik VIII:s tillåtelse, gifte han sig med Frances Brandon (1517–1559), dotter till Henrik VIII:s syster Maria Tudor och Charles Brandon, hertig av Suffolk. Paret fick tre barn som överlevde spädbarnsåren: Jane Grey (1537–1554), Catherine Grey (1540–1568), och Mary Grey (1545–1578). 
Före Henriks död 1547, hade Grey blivit framstående i hovkretsar. Som riddare av Bathorden var han kungens svärdbärare vid Anne Boleyns kröning 1533, vid Anna av Kleves ankomst 1540, och vid erövringen av Bologne 1545. Han var befälhavare under strider i Frankrike 1545. År 1547 blev han riddare av Strumpebandsorden.

## Edvard VI:s regeringstid
Efter Henriks död kom Grey i onåd hos Kung Edvard VI:s regering, Edward Seymour, 1:e hertig av Somerset och protektor av England. Grey återvände till sitt hem i Bradgate, Leicestershire. Tillsammans med protektorns bror Lord Thomas Seymour, konspirerade Grey för att få dottern gift med kungen, men detta misslyckades och ledde i förlängningen till att Seymour avrättades, men Grey klarade sig. 
1549 lyckades John Dudley, earl av Warwick störta protektorskapet och säkrade makten genom att utse lojala vänner till riksrådet. Grey var en del av denna grupp. Som belöning blev han hertig av Suffolk den 11 oktober 1551, under samma ceremoni blev John Dudley hertig av Northumberland.

## Protestantism
Henry Grey är mest känd för sin iver för den protestantiska läran. Den schweiziske reformatorn Heinrich Bullinger dedicerade en bok till honom 1551 och korresponderade ofta med familjen. I parlamentet och riksrådet drev Grey på fortsatta protestantiska reformer.

## Drottning Jane
Som far till Jane Grey, försökte Grey med hjälp av Northumberland, installera sin dotter som drottning efter Edvard VI avled 6 juli 1553. Hon var den närmaste protestantiska arvingen med anspråk på tronen. Försöken misslyckades 19 juli 1553). Hans hustru var vän med den nya drottningen Maria I, och därigenom undvek Grey och hans dotter avrättning tillfälligt. Maria lät halshugga Henry Grey 23 februari 1554, efter att han dömts för förräderi för sitt deltagande i Thomas Wyatts försök att störta henne efter att hon tillkännagivit att hon planerade att gifta sig med Filip II av Spanien.